# Ausstellung Heiliges Römisches Reich Deutscher Nation
Die Ausstellung Heiliges Römisches Reich Deutscher Nation fand vom 28. August bis 10. Dezember 2006 im Kulturhistorischen Museum Magdeburg und im Deutschen Historischen Museum in Berlin als Gemeinschaftsausstellung statt. Mit insgesamt über 440.000 Besuchern handelte es sich um die erfolgreichste Geschichtsausstellung seit 1981 (Preußen-Ausstellung in Berlin). In Magdeburg wurde der Mittelalterteil der Reichsgeschichte Von Otto dem Großen bis zum Ausgang des Mittelalters gezeigt. Diesen sahen 248.800 Besucher. In Berlin war der neuzeitliche Abschnitt Altes Reich und neue Staaten zu sehen, den 195.000 Personen besuchten.
Anlass der Ausstellung war der 200. Jahrestag des Endes des Heiligen Römischen Reiches Deutscher Nation, das mit der Niederlegung der Reichskrone durch Kaiser Franz II. am 6. August 1806 unterging. 

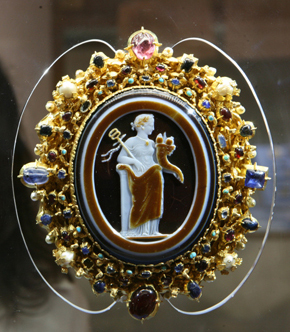
Gilt als schönste Goldschmiedearbeit der Stauferzeit: Der sog. Onyx von Schaffhausen in der Ausstellung

## Ehrentitel und Schirmherr
Der Ausstellung wurde als wichtigster europäischer Geschichtsschau des Jahres der Ehrentitel 29. Ausstellung des Europarates verliehen. Nach der 27. Ausstellung des Europarates „Otto der Große, Magdeburg und Europa“ im Jahre 2001 erhielt das Kulturhistorische Museum Magdeburg damit bereits zum zweiten Mal den Zuschlag für den hoch angesehenen Titel. Das Deutsche Historische Museum in Berlin zeigte mit „Europas Mitte um 1000“ ebenfalls bereits zuvor eine Ausstellung des Europarates.
Die Schirmherrschaft übernahm der Bundespräsident der Bundesrepublik Deutschland, Horst Köhler. Der Magdeburger Teil trug außerdem den Titel einer Landesausstellung Sachsen-Anhalt.

## Herausragende Exponate

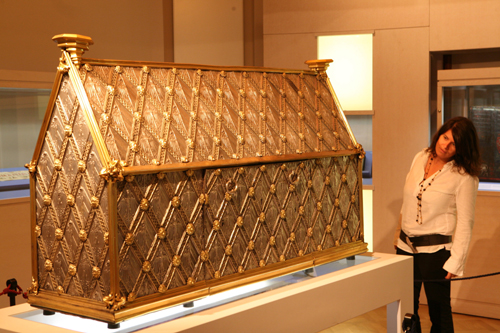
Eine Besucherin studiert den Nürnberger Heiltumsschrein in der Ausstellung

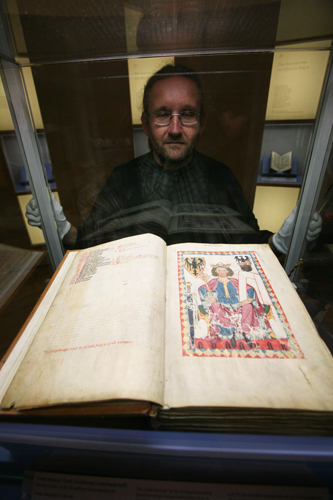
Armin Schlechter, Leiter der Handschriftenabteilung der Universität Heidelberg betrachtet den Codex Manesse in der Ausstellung

Zu den herausragendsten Exponaten der Ausstellung zählten der Nürnberger Heiltumsschrein aus der ersten Hälfte des 15. Jahrhunderts, in dem Teile der Reichskleinodien aufbewahrt wurden und der sich heute im Germanischen Nationalmuseum in Nürnberg befindet, der Codex Manesse
aus der Universitätsbibliothek Heidelberg, der Barbarossa-Kopf aus der Stiftskirche Cappenberg, das Elfenbeintäfelchen Maiestas Domini aus dem Metropolitan Museum of Art in New York sowie der Onyx von Schaffhausen aus dem Museum zu Allerheiligen in Schaffhausen. 

## Beteiligte Künstler und Korrespondenzorte
Der Magdeburger Ausstellungsteil wurde von einem umfangreichen Rahmenprogramm begleitet, an dem renommierte Künstler wie Andreas Kuhnlein, die Capella Antiqua Bambergensis und Peter Maierhofer mitwirkten. Unter dem Titel „Reich und Region – Glanz des Mittelalters in Sachsen-Anhalt“ veranstalteten Vertreter der elf in Sachsen-Anhalt gelegenen, historischen Erinnerungsorte Memleben, Naumburg, Merseburg, Halle, Wittenberg, Tangermünde, Magdeburg, Halberstadt, Quedlinburg, Tilleda und Burg Falkenstein während der Laufzeit der Ausstellung Rahmenprogrammpunkte. Jeder der Orte betonte seine Bedeutung für das Heilige Römische Reich Deutscher Nation  und machte mit Veranstaltungen die mittelalterliche Geschichte für die Besucher lebendig. Neun dieser Orte liegen an der Straße der Romanik. Das Projekt Reich und Region wurde vom Kulturhistorischen Museum Magdeburg ins Leben gerufen, in Abstimmung mit dem Kultusministerium und dem Ministerium für Wirtschaft und Arbeit des Landes Sachsen-Anhalt geplant und vom Landesmarketing Sachsen-Anhalt koordiniert.

## Organisation
Die Gesamtleitung des Berliner Ausstellungsteils hatte Hans Ottomeyer inne, die des Magdeburger Teils Matthias Puhle. Berliner Kuratoren waren Jutta Götzmann, Ansgar Reiss und Sabine Witt. Für die Umsetzung der wissenschaftlichen Konzeption in Magdeburg waren Claus Peter Hasse (zugleich Projektleiter), Gabriele Köster (zugleich Leihverkehr), und Alexander Schubert (zugleich Pressesprecher) zuständig. Weitere Aufgaben des Magdeburger Ausstellungsteils übernahmen Diplomrestaurator Tilman Krause (konservatorische Betreuung), Heike Pöppelmann (Katalogredaktion), Thilo Reichelt (Marketing und Museumspädagogik) und Cecilie Holberg (Redaktion Essays).

## Kooperationen
Mit dem Ausstellungsprojekt kooperierten namhafte Wirtschaftsunternehmen. So stellte die Spielwarenmarke Playmobil als Maskottchen der Ausstellung eine eigene Version des Magdeburger Reiters her. Die Brauerei Hasseröder legte ein Lizenz-Bierglas auf, das das Hauptmotiv des Magdeburger Ausstellungsteils, den singenden Kaiser Heinrich VI. aus dem Codex Manesse zeigt.